# 424 (tal)
424 är det naturliga heltal som följer 423 och följs av 425.

## Matematiska egenskaper
- 424 är ett polygontal[1].
- 424 är ett jämnt tal.
- 424 är ett palindromtal i det decimala talsystemet.

## Inom vetenskapen
- 424 Gratia, en asteroid.